# Швайківка
Шва́йківка — село в Україні, в Бердичівському районі Житомирської області. Населення становить 966 осіб. З 2018 року центр Швайківської сільської громади.

## Географія
Селом протікає річка Гнилоп'ять.

## Історія
Станом на 1885 рік у колишньому власницькому селі П'ятківської волості Житомирського повіту Волинської губернії мешкало 894 особи, налічувалось 87 дворових господарств, існували православна церква, постоялий будинок, кузня і 2 водяних млини. Будівля одного із них, збудована з каменю та цегли коштом Валеріана Узембло, збереглася до наших днів. Млин не працює, дамбу і млиновий канал використано для спорудження гідроелектростанції. Цьому ж власнику належала цегельня, розташована неподалік сільського кладовища. Випускала цеглу з ініціалами власника — W та U, використану, зокрема, для спорудження палацу у с. Мала Клітинка.
За переписом 1897 року кількість мешканців зросла до 1277 осіб (636 чоловічої статі та 641 — жіночої), з яких 1263 — православної віри.
У 1906 році в селі було 226 дворів та 1321 мешканців.
У грудні 1920 року місцеві мешканці, обурені діями загону, який прибув для збору податків і продовольства, побили продармійців і представників радянської влади. У подальшому в 1930-х роках учасники тих подій були піддані репресіям і звинувачувалися за участь у політичних бандах, антирадянських організаціях тощо.

## Населення
Згідно з переписом УРСР 1989 року чисельність наявного населення села становила 1130 осіб, з яких 517 чоловіків та 613 жінок.
За переписом населення України 2001 року в селі мешкала 961 особа.

### Мова
Розподіл населення за рідною мовою за даними перепису 2001 року:
| Мова       | Чисельність | Відсоток |
| ---------- | ----------- | -------- |
| українська | 958         | 99,17%   |
| російська  | 8           | 0,83%    |
| Усього     | 966         | 100%     |

## Релігія
Свято-Різдво-Богородичний храм. Споруджений з дерева. У доброму стані, діючий. Поруч збереглися 3 кам'яні хрести. Від 24 жовтня 2014 року належить до Православної церкви України.
Попередній настоятель протоієрей Вячеслав Губенко залишився вірний московському патріарху.

## Відомі земляки
- Трохимчук Василь Степанович — український художник.

## Галерея

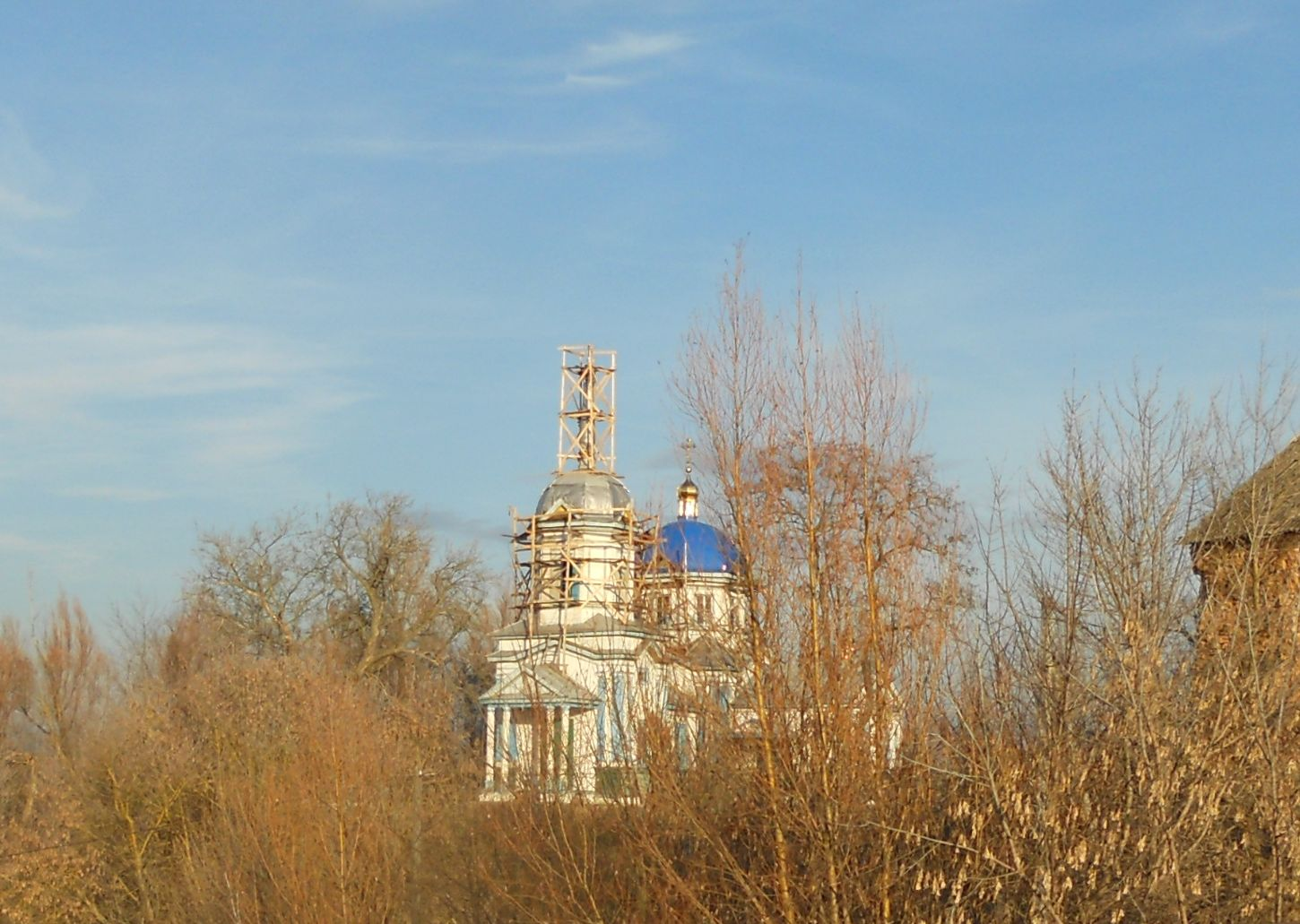
Сільська церква
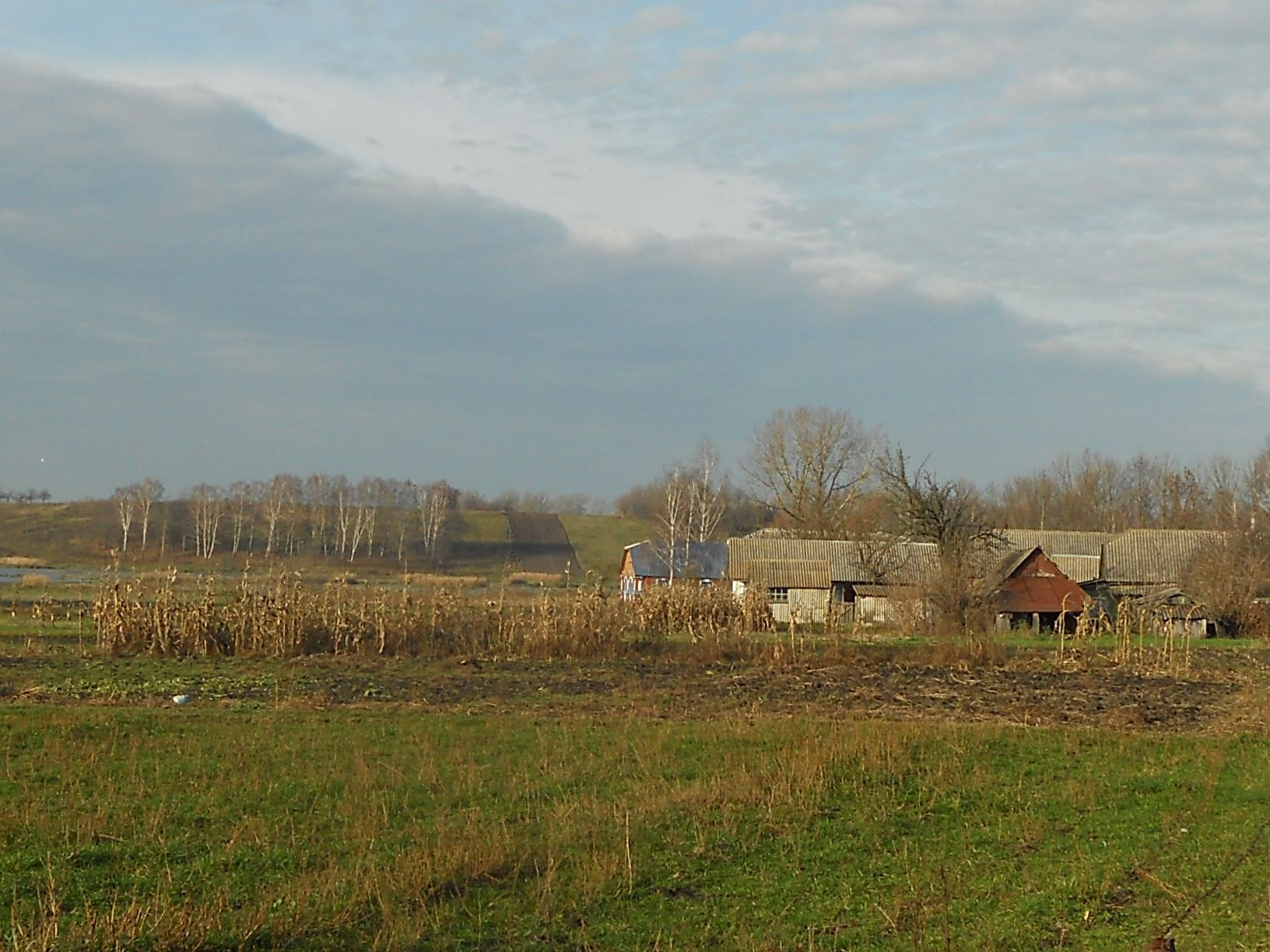
Швайківка
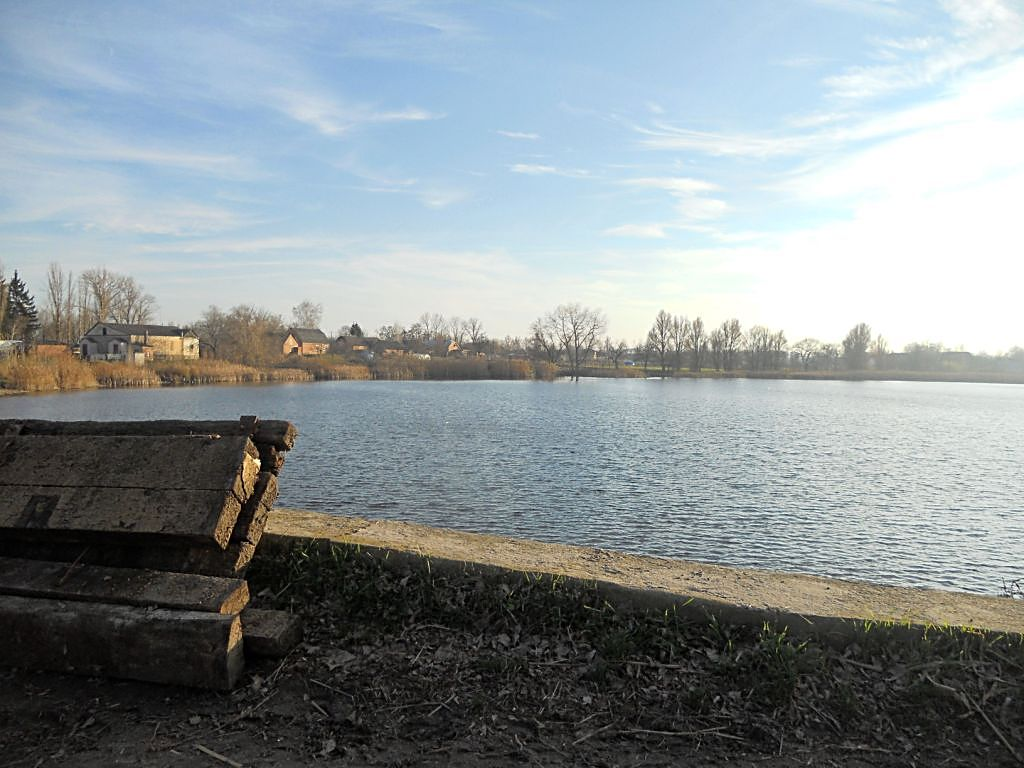
Ставок на річці Гнилоп'ять
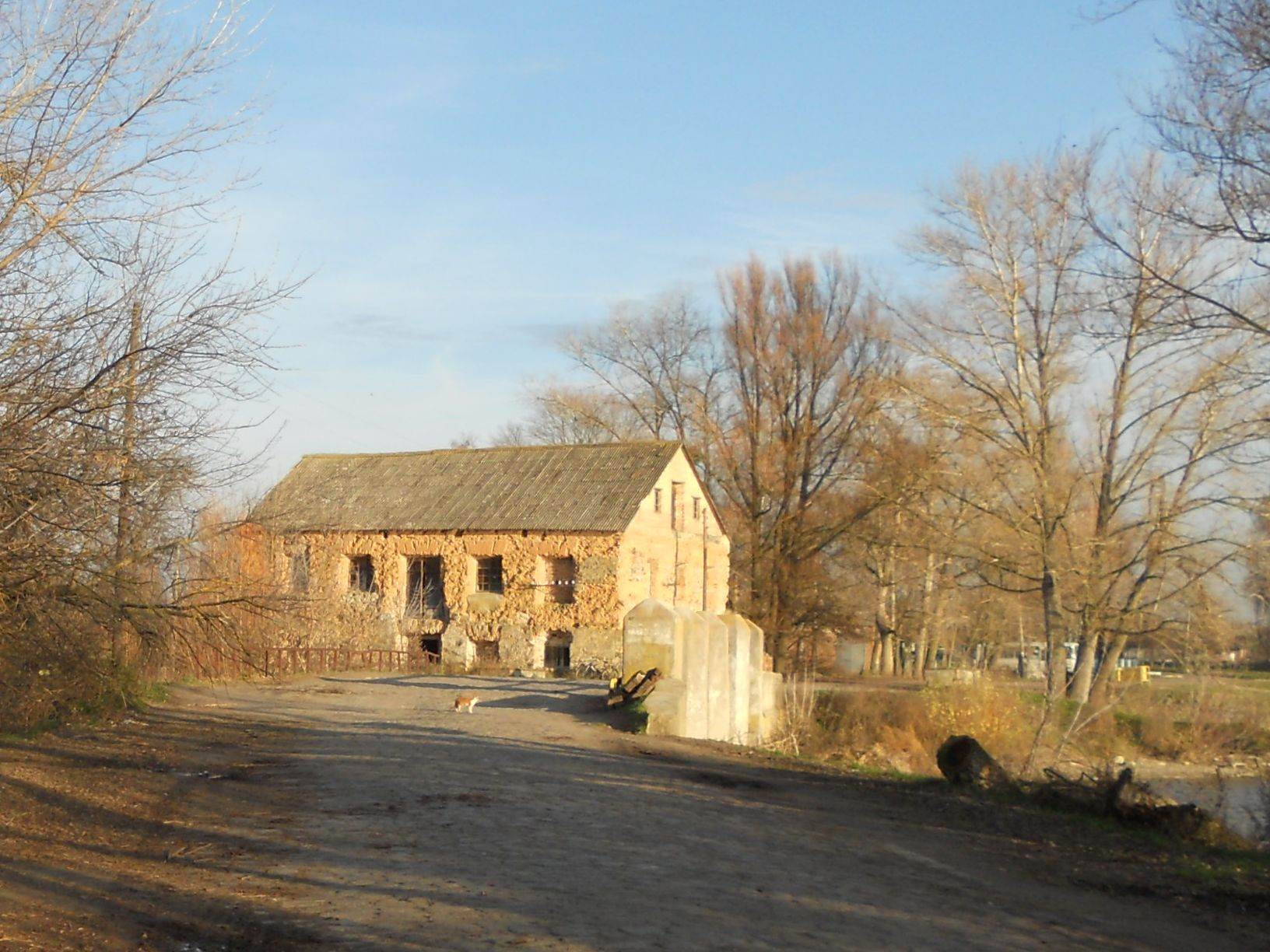
Залишки млину на річці Гнилоп'ять
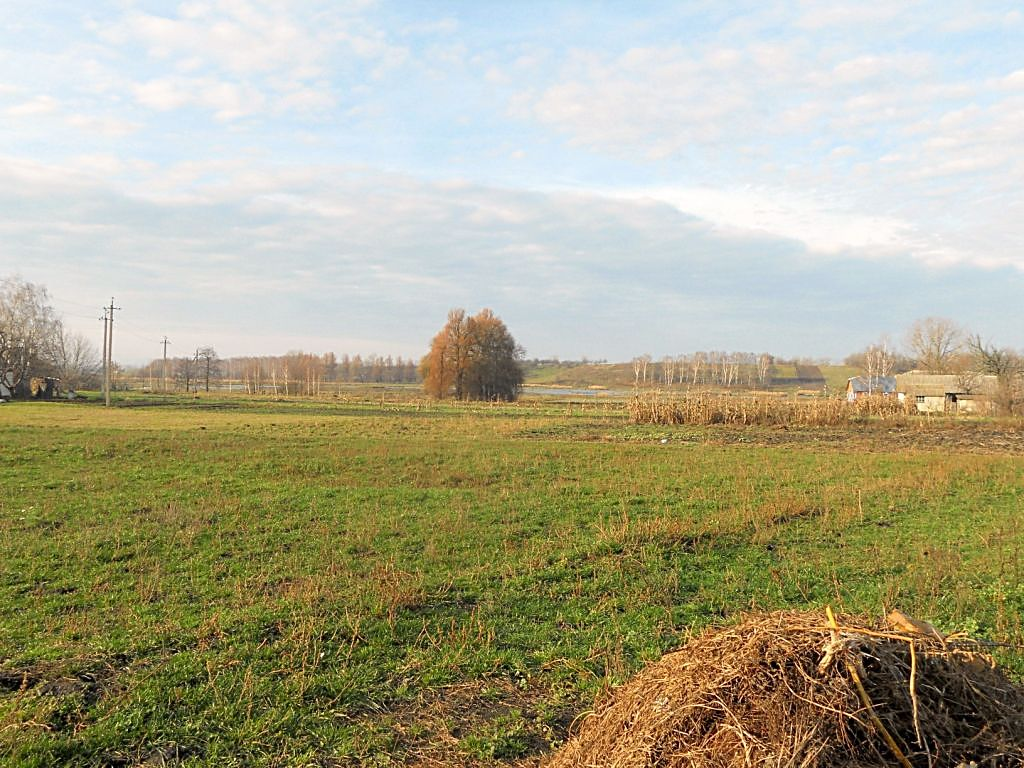